# Kleinkastell Becheln
Das Kleinkastell Becheln war ein römisches Kastell des Obergermanischen Limes, der im Jahre 2005 den Status des UNESCO-Weltkulturerbes erlangte. Das heute nicht mehr sichtbare Bodendenkmal befindet sich in den Wäldern zwischen den heutigen Ortsgemeinden Becheln und Schweighausen, die zum rheinland-pfälzischen Rhein-Lahn-Kreis gehören.

## Lage
Das Kleinkastell Becheln liegt etwa anderthalb Kilometer südöstlich von Becheln und etwa einen Kilometer nordwestlich von Schweighausen, unmittelbar nördlich der Kreisstraße 8, welche die beiden Orte miteinander verbindet. Es befindet sich auf etwa 396 Höhenmetern in einem zum Bechelner Wald gehörenden Waldstück.

## Befunde

Grundriss und Geländeprofil

Das Kleinkastell Becheln wurde 1905 von Robert Bodewig (1875–1923), dem örtlichen Streckenkommissar der Reichs-Limeskommission, entdeckt und archäologisch ausgegraben. Bei dem ehemaligen Militärlager handelt es sich um ein Steinkastell mit einem annähernd quadratischen Grundriss von 22,10 × 23,60 Metern, was einer nutzbaren Fläche von rund 0,05 Hektar entspricht. Die Wehrmauer war an den Ecken abgerundet. Sie besaß auf der nach Nordosten, zum Pfahlgraben weisenden Seite eine Mauerstärke von einem Meter, gegenüber 85 bis 90 Zentimetern an allen übrigen Seiten. Die Fortifikation war vollkommen turmlos. Mit ihrem einzigen Tor – einem einfachen Durchlass von 2,50 Metern Breite – orientierte sie sich nach Nordwesten hin. Umgeben war das Lager von einem einfachen Spitzgraben, der aufgrund seiner geringen Tiefe wohl weniger als Annäherungshindernis denn als Entwässerungsrinne gedient haben dürfte. Heute ist von der Anlage nichts mehr im Gelände sichtbar.
An die Innenseiten der südwestlichen und der nordöstlichen Umfassungsmauer sind jeweils zwei Quermauern angesetzt. Die nordöstlichen Quermauern sind 90 Zentimeter stark, 2,80 Meter lang und 3,20 Meter voneinander entfernt. Zwischen ihnen ist die Wehrmauer durch einen nach innengerichteten Sockelvorsprung verstärkt. Diese Konstruktion wiederholte sich an der Südwestseite. Hier waren jedoch zum Zeitpunkt der Ausgrabungen die Befunde schon erheblich gestört. Die Quermauern waren drei Meter lang und 3,25 Meter voneinander entfernt, die Mauerstärke betrug vermutlich nur 30 Zentimeter. Die Funktion der beiden Konstruktionen ist ungeklärt.
Über die Einheit, von der das Kleinkastell belegt wurde, ist nichts bekannt. Es dürfte sich um die Vexillatio (Detachement) – in der Stärke von ein, maximal zwei Zenturien – einer größeren Auxiliareinheit gehandelt haben.

## Limesverlauf zwischen dem Kleinkastell Becheln und dem Kastell Hunzel
Der am besten erhaltene Abschnitt dieser Strecke befindet sich zwischen den Wachtürmen WP 2/12 und WP 2/14 innerhalb eines ausgedehnten prähistorischen Grabhügelfeldes.

| ORL      | Name/Ort               | Beschreibung/Zustand |
| -------- | ---------------------- | --- |
| KK       | Kleinkastell Becheln   | siehe oben |
| Wp 2/8   | „Auf dem Grauen Stein“ | Sichtbare Grabungsspuren einer Steinturm- und einer Holzturmstelle. Schon Karl August von Cohausen hatte 1884 an dieser Stelle ein kleineres Kastell vermutet, tatsächlich förderten die Ausgrabungen der Reichs-Limeskommission im Jahr 1895 unter der örtlichen Leitung von Otto Dahm die Grundmauern eines Wachturms zu Tage, der sich innerhalb eines ummauerten Hofs befand. Der annähernd quadratische Hof mit den Seitenlängen von 16,45 × 16,84 Metern war von einer 1,25 Meter mächtigen Mauer aus Bruchsteinen und Lehmmörtel eingefasst. An seiner Nordecke stand – aus der Mauerflucht vorspringend – ein quadratischer Eckturm, der bei einer Seitenlänge von 4,35 Metern über einen Meter starke Mauern verfügte. Die Ummauerung des Hofes ließ an der Nordostseite einen 2,50 Meter breiten Eingang frei, der zum Limes hin wies. Im Zentrum des Hofes, leicht nach Nordosten, zum Eingang hin verschoben, befand sich der eigentliche, quadratische Wachturm, der bei einer Seitenlänge von 5,60 Metern 0,75 Meter starke Mauern besaß. Die Wachturmkonstruktion ist in ihrer Art am obergermanischen Limes einzigartig. Unmittelbar vor dem Eingangsbereich waren Wall und Graben, nicht jedoch die Palisade, auf einer Breite von etwa 9,50 Metern unterbrochen. Eine ältere Holzturmstelle – unmittelbar nordwestlich des Steinbauwerks, von dessen Hofmauer teilweise überlagert – wurde in einer Nachuntersuchung des Jahres 1899 unter der Leitung von Wilhelm Soldan (1842–1905) eingehender erforscht. Die Holzturmstelle konnte aufgrund ihrer Pfostensetzungen und der sie umgebenden Ringgräben identifiziert werden. Da die Gräben nicht konzentrisch zueinander lagen, sondern sich teilweise überlagerten, sowie aufgrund der Anzahl und der unterschiedlichen Beschaffenheit der Pfostenlöcher kann mit Sicherheit die Existenz von zwei verschiedenen, zeitlich allerdings nicht konkret datierbaren Bauphasen angenommen werden. Die Türme an dieser Stelle waren hervorragend positioniert, gewährten sie doch eine weit reichende Rundumsicht im Allgemeinen und eine Aussicht bis zu den Kastellen von Holzhausen und Marienfels im Besonderen. |
| Wp 2/9   |                        | Aufgrund der Entfernung zwischen Wp 2/8 und Wp 2/10 sowie der topographischen Gegebenheiten vermutet, aber nicht nachgewiesen. |
| Wp 2/10  | „Am Winkel“            | Nicht mehr sichtbare, aber archäologisch nachgewiesene Turmstelle. Die Fundamente und das aufgehende Mauerwerk des Steinturms waren schon vor der 1898 erfolgenden Untersuchung durch den Besitzer des Grundstücks ausgebrochen worden. Die Maße dieses rechteckigen Turm mit den Seitenlängen von 5,20 × 5,51 Metern ließen sich nur noch über die Fundamentgrube mit allem bei dieser Methode angebrachten Vorbehalt ermitteln. Der Turm war etwa neun Meter von der Sohle des Wallgrabens und annähernd 15 Meter von der Palisade des Limes entfernt. Unmittelbar vor ihm befand sich eine 15,80 Meter breite Unterbrechung des Walls und des Grabens. Die Palisade hingegen lief unterbrechungslos durch. Etwa acht Meter nordwestlich des Steinturms befand sich die ältere Holzturmstelle, an der ein zweiphasiges Bauwerk nachgewiesen werden konnte. In beiden Phasen war der jeweilige Holzturm von einem Ringgraben umgeben. Der äußere Graben wird zum Teil vom Limeswall überlagert. |
| Wp 2/11  | „Bei Dörstheck“        | Nicht mehr sichtbare, aber nachgewiesene Turmstelle eines Steinturms etwa fünf Meter abseits der Mitte des Wallgrabens. Der Turm besaß einen quadratischen Grundriss mit einer Seitenlänge von 5,50 Metern, die Mauerstärke betrug 0,82 bis 0,90 Meter. Unmittelbar gegenüber dem Turm befand sich eine 12,60 Meter breite Unterbrechung des Walls und des Grabens, nicht jedoch der Palisade. Die Suche nach einem älteren Holzturm mittels mehrerer Sondierungsschnitte blieb erfolglos. |
| Wp 2/12  |                        | Wahrnehmbare, 1898 untersuchte Turmstelle eines Steinturms mit quadratischem Grundriss. Die Grundfläche des Turms fiel mit den Seitenlängen von 4,50 × 4,50 Metern kleiner aus als bei den im Limesverlauf vorhergehenden Türmen; auch die Mauerstärke war mit nur 0,68 Metern deutlich geringer. Die Entfernung zur Mitte des Wallgrabens betrug lediglich sechs Meter. Wall und Graben waren unmittelbar vor dem Turm auf einer Länge von 23,50 Metern unterbrochen. Die Palisade hingegen war über die volle Länge erhalten. Die Suche nach einem hölzernen Vorgängerturm blieb erfolglos. |
| Wp 2/13  | „An der Hardt“         | Sichtbare Grabungsspuren an einem bei den 1898er Untersuchungen festgestellten Steinturmhügel. Die damaligen Grabungsaktivitäten waren durch die Beschaffenheit des Geländes, insbesondere durch die dichte Bewaldung, sehr erschwert. Der Turm befand sich in 25 Metern Abstand vom Wallgraben, der an dieser Stelle eine Unterbrechung von 7,35 Meter Länge aufwies. Die Palisade war nicht unterbrochen. Der Turm wurde nur partiell ergraben, um seine Existenz und das Steinmauerwerk nachzuweisen. Größenangaben liegen daher nicht vor. Ebenfalls konnte ein hölzerner Vorgängerturm nicht mit Sicherheit festgestellt werden, wohl hingegen eine Grablegung, deren Beigabe in Form einer Lanzenspitze auf den Bestattungsplatz eines Soldaten hinweist. |
| Wp 2/14  | „In der Wolfskaut“     | Großer Steinturmhügel mit konservierten Grundmauern, der 1898 von Ernst Fabricius (1857–1942) untersucht worden ist. Ein vorausgegangener Holzturm konnte nicht mit Sicherheit nachgewiesen werden. Der quadratische Steinturm besaß eine Seitenlänge von annähernd sechs Metern. Die Mauerstärke betrug 0,78 bis 0,80 Meter. An seiner Ostecke wurden neben Fragmenten des ursprünglichen Kalkverputzes starke Brandspuren festgestellt. Im Abstand zwischen zwei und drei Metern war der Turm von einem flachen Entwässerungsgraben umgeben. Vor dem Wp 2/14 war der Wallgraben auf 17 Metern Länge unterbrochen, die Palisade hingegen wies keine Unterbrechung auf. Der Turm und sein Drainagegraben befanden sich inmitten des Wallverlaufes; er wurde an seiner Nordseite von einem 1,5 Meter breiten Hohlweg passiert. |
| Wp 2/15  | „Auf dem Mehlacker“    | Nicht mehr sichtbare Turmstelle knapp außerhalb der Gerätehalle eines landwirtschaftlichen Betriebes. Bereits zur Zeit der Reichs-Limeskommission war der Fundplatz durch Steinraub stark gestört. Ein Steinturm konnte aufgrund weniger noch erhaltener Fundamentsteine und des Fundamentsgrabens nachgewiesen, aber seine Abmessungen nicht mehr genauer bestimmt werden. Der Abstand des Turmes von der Sohle des Wallgrabens, der an dieser Stelle vermutlich nicht unterbrochen war, betrug ungefähr zwölf Meter. Die Suche nach einem hölzernen Vorgängerbau verlief ergebnislos. |
| Wp 2/15a |                        | Vermutete, aber archäologisch nicht nachgewiesene Turmstelle. Wahrscheinlich wurden die zu erwartenden Befunde durch Bodenerosion in dem steilen Hanggelände abgetragen. |
| Wp 2/16  |                        | Nur durch die Häufigkeit von Streufunden einigermaßen einzugrenzende Stelle an einem Platz, an dem der Limesgraben unterbrochen war. Der vermutete Turm wurde vermutlich durch Steinraub der Bewohner des nahe gelegenen Dorfes Berg völlig abgetragen. |
| Wp 2/17  | „Auf dem Nack“         | Nicht mehr im Gelände auszumachende Turmstelle eines Steinturms, der nur teilweise archäologisch ausgegraben wurde. Die Turmstelle befindet sich auf nach Süden hin stark abschüssigem Gelände. Die Länge des Turms wurde nur an einer Stelle mit 5,67 Metern gemessen. Im Abstand von einem Meter umgab ihn ein 1,25 Meter breiter und etwa 40 Zentimeter tiefer Spitzgraben. Der Abstand des Turmes vom Wallgraben, der an dieser Stelle unterbrochen war, betrug etwa acht Meter. Am Palisadengraben konnte keine Unterbrechung festgestellt werden. Die Suche nach einem vermuteten Holzturm verlief ergebnislos. |
| Wp 2/18  | „Auf dem Kuckucksberg“ | Nicht mehr sichtbare Stelle eines Holz- und eines Steinturms an einem exponierten Platz, von dem aus eine Sichtverbindung bis zu Wp 14 (WNW) und Wp 21 (OSO) bestand. Der Steinturm befand sich nur 1,80 Meter vom Rand des Wallgrabens entfernt, der an dieser Stelle nicht unterbrochen war. Die Seitenlängen des annähernd quadratischen Turms beliefen sich auf 5,67 × 5,71 Meter, seine Mauerstärke betrug 0,83 bis 0,85 Meter. Unmittelbar nordwestlich des Steinturms und im Osten vom Wallgraben partiell überschnitten befand sich eine komplexe, mehrphasige Holzturmstelle. Hier konnten die Pfostensetzung von zwei Türmen, zwei dazugehörige Ringgräben sowie ein annähernd rechteckiger Graben differenziert werden. Dem inneren, kleineren Turm, dessen Pfostenabstände eine Seitenlänge von etwa 2,30 Meter bei einer Pfostenstärke von 23 bis 25 Zentimetern vermuten ließen, wurde der innere Ringraben zugeordnet, der bei einer Breite von drei Metern eine Tiefe von über 1,60 Metern erreichte und – von Grabenmitte zu Grabenmitte – einen Durchmesser von rund 12 Metern besaß. Für den zweiten, äußeren Holzturm, dessen Pfosten deutlich stärker gewesen sein müssen, wurde eine Seitenlänge von fast fünf Metern angenommen. Ihm wurde der äußere Ringgraben zugeordnet, der einen Durchmesser von fast 20 Metern besaß. Überschnitten wurden diese Befunde von einem rechteckigen Graben mit sechs bis sieben Metern Seitenlänge. Das reichliche und gut differenzierbare Brandschuttvorkommen spricht für ein Ende beider Holztürme durch Feuer. |
| ORL 5    | Kastell Hunzel         | siehe Hauptartikel Kastell Hunzel |

## Denkmalschutz
Das Kleinkastell Becheln und die erwähnten Bodendenkmale sind als Abschnitt des Obergermanisch-Rätischen Limes seit 2005 Teil des UNESCO-Welterbes. Außerdem sind die Anlagen Kulturdenkmale nach dem Denkmalschutz- und -pflegegesetz (DSchG) des Landes Rheinland-Pfalz. Nachforschungen und gezieltes Sammeln von Funden sind genehmigungspflichtig, Zufallsfunde an die Denkmalbehörden zu melden.